# Daemon’s Heart
Daemon's Heart – pierwszy album studyjny polskiej grupy muzycznej Moon. Wydawnictwo ukazało się we wrześniu 1997 roku nakładem wytwórni muzycznej Pagan Records. Płyta została zarejestrowana w Selani Studio w Olsztynie w listopadzie 1996 roku. Kompozycje wyprodukował lider formacji Cezary "Cezar" Augustynowicz.

## Lista utworów
Opracowano na podstawie materiału źródłowego.
(muzyka i słowa: Cezary "Cezar" Augustynowicz)
1. "The Shadow" - 01:50
2. "The Suffering" - 05:21
3. "Confession" - 03:43
4. "The Shining" - 05:30
5. "Daemon's Heart" - 01:57
6. "The Curse" - 03:36
7. "Sacrifice" - 01:08
8. "Scorn" - 03:18
9. "Unholyblood" - 03:41

## Twórcy
Opracowano na podstawie materiału źródłowego.
- Cezary "Cezar" Augustynowicz - gitara rytmiczna, gitara prowadząca, gitara basowa, wokal prowadzący, produkcja muzyczna
- Krzysztof "Doc" Raczkowski - perkusja
- Andrzej "Andy" Bomba - sesyjnie instrumenty klawiszowe, inżynieria dźwięku
- Tomasz Skuza - mastering
- Grzegorz "Kruk" Kostan - zdjęcia
- Tomasz Krajewski - oprawa graficzna